# Neoardelio brevicornis
Neoardelio brevicornis är en tvåvingeart som först beskrevs av Friedrich Hermann Loew 1873.  Neoardelio brevicornis ingår i släktet Neoardelio och familjen bredmunsflugor. Inga underarter finns listade i Catalogue of Life.